# 不登校

不登校の語が指す範囲は、狭義から広義まで多くの説がある

不登校（ふとうこう）は、学校に登校していない状態を指す。登校拒否（とうこうきょひ）とも言う。日本における「不登校」の語については、研究者、専門家、教育関係者らの間に全国的に統一した定義がなく多義的である。
精神医学者の清水将之が1968年に学会（日本児童青年精神医学会）で初めて使った言葉であり、当初は、病気や貧困、非行などを原因とするものは「不登校」の定義からは除外されていた。このような「ありふれた」理由以外での新しい欠席現象に対して名づけられたものであるが、現在は幅広い意味で使われることが多い。
本項目の状態が起因としてできた言葉に引きこもりがある。この言葉は「不登校児が部屋から出てこなくなった、または家から出られなくなったこと」を表現したものが、高齢化・長期化によって切り離され、「本来社会参加に達した年齢の若者の諸問題」として再定義されたものである。

## 概要
不登校とは登校していない状態を指すが、「欠席」が1日単位で用いられるのに対し、「不登校」は任意（不特定）幅がある時期で使われることが多い。
ただしこれらは学校の通学課程（全日制の課程・定時制の課程など）の場合で、通信制の課程では、一カ月から一週間に一日程度の面接指導日（出席日）が設定されている例が多く、日常的に登校する課程ではないため、上記の類型には、当てはめにくい。
かつて不登校は義務教育諸学校である小中学校を対象に使われていたが、現在では高等学校、大学なども対象になってきているほか、幼稚園における登園拒否も広義の不登校として扱われるようになってきている。
不登校児の学習機会の確保のため、学びの多様化学校（いわゆる不登校特例校）の全国への設置が計画されており、それは、2023年から5年後までにすべての都道府県や政令指定都市に設置し、将来的に全国で300校設置する計画である。

### 用語の定義
『不登校児童生徒とは何らかの 心理的、情緒的、身体的あるいは社会的要因・背景により、 登校しないあるいはしたくともできない状況にあるために年間 30日以上欠席した者のうち、病気や経済的な理由による者を 除いたもの』と定義されるが、以下のように分類される。
1. 学籍がなく、登校しない状態のこと。非就学者も参照。過年度生（受験浪人）や就学義務猶予免除対象者なども含まれる。
2. 学籍がある人が、登校しない状態のこと。欠席・長期欠席も参照。休学や停学、出席停止なども含まれる。

「就学」とは学校に在籍していることを指し、不登校であっても就学と呼ぶ。なお「非就学」のうち、小学校就学の始期に達していないために就学していない場合は「未就学」と呼ぶ。
| 状態       | 学籍                | 処理                                 | 出欠                                 |
| ---------- | ------------------- | ------------------------------------ | ------------------------------------ |
| 不登校     | 非就学 （学籍なし） | 学籍を得るまで正規の出席はできない。 | 学籍を得るまで正規の出席はできない。 |
| 不登校     | 就学 （学籍あり）   | 出席停止                             | 欠席とも出席ともみなされない。       |
| 不登校     | 就学 （学籍あり）   | 欠席                                 | 連続的な長期欠席                     |
| 不登校気味 | 就学 （学籍あり）   | 欠席                                 | 断続的な長期欠席                     |
| 登校       | 就学 （学籍あり）   | 欠席                                 | 一過性の欠席（短期欠席）             |
| 登校       | 就学 （学籍あり）   | 出席                                 | -                                    |

## 歴史

### 学校制度と就学
学校制度がない時代は、一生就学しないままの例が大多数だった。貴族や富裕層など一部の人しか学校に通えなかった。日本の寺子屋や欧米の日曜学校など類似機関はあったが、現代の学校のような施設ではなかった。
日本では明治初期に学制が施行され、全く学校に通わないこどもは徐々に少数派となった。その後の義務教育制度実施もあって就学率は少しずつ上昇したが、貧困で就学できなかったり、途中で学校に通わなくなる子もいた。義務教育期間が前期中等教育まで延長された終戦直後も、戦後の混乱から就学が難しく、学籍があっても登校できない場合が多かった。これに前後して、A.M.ジョンソンが1941年に論文にて「学校恐怖症」という言い方をした。
高度経済成長期以降は貧困家庭の減少、就学援助の拡充、教員や関係機関の活動により「家庭の貧困」や「家庭の無理解」による不就学や長欠は減少していったものの、「疾病異常」や「学校ぎらい」による長欠は減らず、中学校では「学校ぎらい」による長欠がむしろ増えていった。この増加は教育熱によって学校が面白くなくなったことが原因であるという説がある。
1974年には高等学校など後期中等教育課程への進学率も90％以上に達するようになった。以後、日本では6歳ごろ（幼稚園まで含めると3歳から4歳ごろ）に就学して15歳から25歳ごろに学校生活を終える例が多い。多くの人は、就職するまで長い期間登校し、就職と共に非就学になる（大学進学経験者の場合、高校卒業から大学入学までに1年以上の非在学期間（浪人時代）があることも珍しくない）。しかし1990年代に入ると、就学率は高いままで欠席率が高くなった。
この現象は日本では1950年代から報告され、「学校嫌い」や、1960年頃からは「登校拒否」とも呼ばれ、その後「不登校」と呼ばれるようになった。また非就学者が学校教育を受けられない問題も並行した。
障害を持つ人の就学については、時代とともに改善されつつあり、現代では重度の障害があっても就学できるようになっている。1979年の養護学校の就学義務化を境に、就学猶予・免除される障害児は激減し、就学率は大幅に向上した。また、一般学校での特別支援教育の力も高まっており、以前なら養護学校（現在の特別支援学校の一部に相当）に通っていたレベルの障害でも、小学校・中学校に通うケースが多くなっている。院内学級の制度により、入院中でも教育を受けられたり、病院内に設置された学校で教育を受けられるようにもなってきている。発達障害がある生徒の場合、通常より長い教育期間のニーズがあるが、高等学校や特別支援学校の高等部などの後期中等教育の課程への進学率も高い。
欧米では19世紀ごろに義務教育制度が作られ、就学率が上昇していった。しかし日本と違って、家庭教育（ホームスクーリング）のみで育つ例もあった（トーマス・エジソンなど）。そのため、就学義務ではなく教育義務を履行する選択肢が市民権をある程度得ていた。日本ほどではないが、現在は欧米でも大多数の人が学齢期に学校に通っている。
世界的に生涯学習の時代に入り、就職と非就学が同一ではなくなり、また成年到達と非就学も同一ではなくなった。このため、就職中や高年齢でも学校在籍の選択肢が選びやすくなっている。

### 保健制度
1947年、児童福祉法が公布されて児童相談所が設置され、児童相談所では厚生省発統第28号により「学校内での問題行為、登校拒否、学校ぎらい、学業遅滞、長期欠席等」を「健全育成相談 I」として扱うようになった。
1949年、日本學校衛生會（現日本学校保健会）は「文部省諮問事項に対する答申」において各学校への保健主事の設置などを提言し、1951年、文部省は「小学校保健計画実施要領（試案）」において「健康に関して児童の出席，欠席，および拒否の事項をつかさどる」ことなどを職務とした保健主事を置くこととし、1958年には学校保健法が成立して学校教育法施行規則が改正され、特別の事情がない限り小学校に前述の保健主事が設置されることとなった。
1961年、児童相談所の「健全育成相談」が厚生省の「児童相談所における児童記録票の記載方について」によって「長欠不就学」他へと分割される。

## 不登校の問題化
日本では義務教育制度が発達しており、住民票がある学齢期の子女は、自動的に小中学校などの学籍を得られ、就学できる。しかし、その場合でも長期欠席が急増するなど「不登校問題」が拡大し、大きな課題となっている。
直接的な原因のない長期欠席について、文部科学省は狭義の「不登校」という用語を付与し、それ以外のものと区別している。
不登校は病気や精神的な問題だけでなく、「家庭の貧困」にも相関することが明らかになっている。東京都板橋区が2009年に公表した調査によると、区立中学校の2006年度の全生徒のうち、不登校の生徒は127人で、発生率は2.41%であった。しかし、生活保護を受ける中学生は、不登校の生徒が52人、発生率は11.58%であり、これは生活保護および就学援助を受けない子の4.8倍の発生率である。また、東京都杉並区が2008年に行った調査では、生活保護を受ける中学生70人を調査して、不登校の発生率は8.6%であり、前年同期の区全体の不登校発生率2.19%の約4倍だった。これらの結果は、「中流以上の豊かな家庭の子どもに起こる精神的な問題」という、不登校のステレオタイプに対して見直しを迫るものである。
一方、日本国籍を持たない子女の場合、自動的には学籍を得られないので、そのまま就学せず、学校に行かないケースが見られる。古くから定住している在日韓国・朝鮮人などの場合は、一条校や民族学校に通う場合も多いが、日本に出稼ぎに来る外国人の場合、子女を学校に入れようとしないケースも多く、また地方公共団体によっては就学に積極的でない場合もある。こちらは、学齢期の外国人の非就学問題といわれるが、あまりマスメディアで取り上げられることはない。
また、日本の初中等教育の課程では年齢主義の影響が強いため、学齢を超過すると小学校・中学校に通うことが難しくなり（特に小学校）、高等学校も「全日制の課程」の場合は、年齢によっては入学しにくくなる。
そのため、長期欠席をした人が学校を卒業してからは、復学サポートの対象にならない上、統計にも表れず（就学率は学齢期のみであり、それ以降は計算されない）、問題の把握がしにくくなっている。
これは学齢超過者の入学拒否問題といわれるが、学齢期の外国人の非就学問題と同様に、あまりマスメディアには注目されない。
不登校の子どもの受け入れ先として、教育委員会の運営する教育支援センター(公営のフリースクール)が知られている。その他には、一部地域にある夜間中学や、民間のフリースクール、フリースペースが、補助的な形で受け皿となっているが、民間のフリースクールやフリースペースは利用料が毎月数万円から数十万円と費用が高額であり、毎月の利用料とは別に冷暖房費と光熱費（施設によっては食事代や寄付金も徴収されるところもある）を徴収されることから、生活困窮家庭である低所得世帯、ひとり親世帯、生活保護世帯、DV被害者世帯は利用することが難しいと言われている。
また高等学校の場合、義務教育でないため不登校が問題にされにくい。たとえば、中途退学という形で、学校からドロップアウトする例があるが、その後の生活にプラスになっていない例もある。不登校の末に退学した後、そのまま引きこもりに移行するような事例もある。
また、欠席が多くてもあまり復学支援はないし、小中学校ほどではないが同様に年齢が高くなると入学が難しくなる例もあり、そういった理由での不登校も問題にされにくい。
それらの理由もあって、休学・退学後に復学・再入学しない例が多い。これらの現象は、外国で「教育のウェステージ（損耗）」と呼ばれるものに当たる。
上記のように、就学者の不登校は大きな問題になっているのに対し、非就学者の不登校はほとんど問題視されない傾向がある。学籍がないと、学校側の目が届かないため、行政の対応が難しくなるのである。
派生的な意味であるが、「教師の不登校」も存在する。
文部科学省の調査では、2012年度において、日本国内における不登校の発生率は、中学校で2.56％、小学校で0.31％となっている。
2022年10月27日、文部科学省が2021年（令和3年）度の調査結果を発表し、小中学生の不登校が24万人余となり、20万人を突破したことを発表した。前年度より4万9000人近くも増加したことになる。中学生では20人に1人が不登校となっている。

### 不登校の契機
文部科学省による小・中学校を対象とした調査では、それぞれの生徒が「不登校になったきっかけと考えられる状況」が集計されている(複数回答可)。中学校で最も多いのは「無気力」で26.4％である。次がほぼ並んで「不安など情緒的混乱」の25.1％であり、以下、「いじめを除く友人関係をめぐる問題」が15.7％、「あそび・非行」が11.4％、「学業の不振」が9.5％などとなっている(以下省略)。小学校では、「不安など情緒的混乱」が最多で33.2％、次いで「無気力」が23.8％、「親子関係をめぐる問題」が20.2％、「いじめを除く友人関係をめぐる問題」が11.0％、「家庭の生活環境の急激な変化」が9.6％、「病気による欠席」が9.3％などであった(以下省略)。
「無気力」には、「怠学」から「うつ状態」までもが含まれ得る。「無気力」が必ずしも「なまけ」を意味するものではないことに注意しなければならない。うつ状態はもちろん、怠学についても、その背後に家庭環境や学歴社会、校内暴力の影響が無いとは言い切れないためである。また、「不安など情緒的混乱」は中学校で2位、小学校で1位となっており、メンタルヘルスの問題が不登校の契機として最も大きなものの一つとなっている。
前掲の「不登校になったきっかけと考えられる状況」のうち、「いじめ」は中学校で2.1％、小学校で1.9％に留まっている。いじめが不登校の主な契機の一つとなっている事実は確認されなかった。また、不登校を自ら選択する「意図的な拒否」も、中学校で4.7％、小学校で4.6％であり、上位には入っていない。
給食の完食指導を契機に不登校に陥る場合もある。支援団体には、小中学校で教員に給食の完食を指導されたせいで不登校や体調不良になったとの相談が延べ1000人以上から寄せられ、訴訟に至ったケースも出てきている。
その他、先輩・後輩といった厳しい上下関係（特に運動系部活動において）などといった人間関係の変化になじめず、それをきっかけに不登校に陥るケースもある。

## 不登校の予防

### 一次予防
児童生徒一人一人にとって居心地の良い学校環境を作ることが重要となる。たとえばその一つとして、学校がトランスジェンダーの児童生徒にとっても居心地の良い環境となるよう、不必要な性別区分けをなくし、個が尊重される環境を作ることなどが考えられる。また、学級内のいじめや人間関係のトラブルを予防し、児童生徒が安心していられる空間を保つことは、不登校の予防にも寄与しうる。

### 二次予防
心理的ストレスと不登校感情に関する質問紙調査（チェックリスト）を実施し、そのデータを基に不登校になる可能性の高い生徒たちを抽出し、その生徒たちに対して担任教師がスクールカウンセラーと協働で、心理状態の理解と様々な働きかけ（学業ストレッサー、友人関係ストレッサー、教師関係ストレッサーの得点に応じた働きかけ）を行うことが、不登校予防に効果的であることを示した研究がある。
また、小学校側が不登校リスクのある児童一人一人に関する具体的な情報を載せた個票を作成し、それを基に3月に行われる小中連絡会で情報共有を行うことが、中学校における不登校予防の一助になることを示した研究もある。

## 不登校の対応
不登校の児童生徒への援助を行う際には、児童生徒の気持ちに丁寧に耳を傾けて温かく受け止め、不登校に至った要因（発生要因）や不登校を継続させている要因（継続要因）を、心理面・学校環境・家庭環境等の視点から多角的に理解することが大切である。その上で、支援者は児童生徒と信頼関係を構築しながら、それらの要因を念頭に多面的な支援を行っていく。
たとえば心理面については、不登校の要因として特定の事柄に対する不安感がある場合、エクスポージャーや認知再構成法などの認知行動療法的アプローチが効果的なケースもある。また、学校環境・家庭環境等の環境面については、当該の児童生徒や保護者の声に丁寧に耳を傾け、そのニーズを基に安心して過ごせる環境を整える環境調整が有効な支援方法となり得る。
多面的・多層的な支援を行うため、担任や不登校対応教員、スクールカウンセラー、スクールソーシャルワーカーなどがチームで協働することが大切である。また、相談機関や医療機関など様々な社会資源での継続的支援に加えて、そのような機関と連携しながら学校側も定期的に家庭訪問をしたり連絡をとったりして児童生徒との信頼関係を築きながら支援を続けることが重要である。

### 一般的な対応
学校現場では早期対応、家庭訪問、個別指導などの対応が行われる。
不登校問題が深刻化して以降、学校毎にスクールカウンセラーが配置されるなど専門家による対応が実施されている。
また教室に入れない児童生徒は保健室登校や、教育支援センター(適応指導教室)など学校以外（一部は学校内に設置されるものもある）の教育環境が提供され学習指導などが行われる。
ただし、いじめなどで不登校になった場合、その原因となった人間関係があるために保健室等であっても登校することができないケースやそもそも自宅から外へ出ることができないケースがある。これらの場合は家庭訪問などで対応がなされるが、保健室や教育支援センターでの指導に比べ十分な時間や内容が確保しにくい。
保護者の対応としては、不登校に詳しい臨床心理士、精神科医、学校や行政の担当者などと相談しつつ、専門的に解決していくことになる。
保護者が登校刺激を与えれば、早期の再登校につながる場合もあるが、不適切な登校刺激が事態の深刻化を招く場合も多い。保護者などによる暴力的な登校圧力は、教育行政の進歩や、世論の理解において死者が出たことなどにより、現在では更生施設共に推奨されていない。
登校刺激への反応は、生徒によってケース・バイ・ケースであり、複雑である。場合によっては、必ずしも再登校を目標としない選択も考えられる。
学校による登校刺激については、「『指導の結果登校する又はできるようになった児童生徒』に特に効果があった学校の措置」(複数回答可)などが統計として書かれているが、不登校に至った本人にとって学校の登校刺激が最善の利益となるかどうかは全く別である。また、かつての管理教育全盛期には、教職員が自宅に直接押しかけ、自室から力づくで無理やり引きずり出してまで当人を学校に連れ出すといった暴力的な対応をしていた学校もあったが、現在では人権蹂躙などでの問題や批判が多いため、全く推奨されていない。
中学校では、「家庭訪問を行い、学業や生活面での相談に乗るなど様々な指導・援助を行った」が63.1％で最も高く、以下、「登校を促すため、電話をかけたり迎えに行くなどした」が60.9％、「スクールカウンセラー等が専門的に指導にあたった」が57.1％、「保健室等特別の場所に登校させて指導にあたった」が48.7％、「保護者の協力を求めて、家族関係や家庭生活の改善を図った」が45.4％、「不登校の問題について、研修会や事例研究会を通じて全教師の共通理解を図った」が41.6％、「全ての教師が当該児童生徒に触れ合いを多くするなどして学校全体で指導にあたった」が39.9％などとなっている(以下省略)。
また、小学校では、「登校を促すため、電話をかけたり迎えに行くなどした」が35.6％、「家庭訪問を行い、学業や生活面での相談に乗るなど様々な指導・援助を行った」が32.3％、「保護者の協力を求めて、家族関係や家庭生活の改善を図った」が27.8％、「不登校の問題について、研修会や事例研究会を通じて全教師の共通理解を図った」が26.2％などであり(以下省略)、中学校と比べて全体的に低い数値となっている。
栃木県宇都宮市は2007年度から、「1日休んだら電話、2日続けて休んだら家庭訪問」の実施など、不登校に組織的な対応を行った。同市内の中学校の不登校率は、2008年度をピークに減少に向かい、2012年度には不登校率が3.21％と過去13年間で最少となった。また、小・中学校とも連続的な欠席者が減り、日数も89日までの短期間欠席の割合が増えた。
監禁など犯罪に巻き込まれたことが原因で不登校となった児童・生徒に対しては、保護者や当人が在籍している・いた・する筈だった学校等が不登校期間中の学習をサポートするケースが多い。
学校側はステップルームとよばれる一時的な適応指導教室を開設する。

### 医療面の対応
うつ病、パニック障害、広場恐怖症、統合失調症などの精神疾患が不登校の原因となっているか、または不登校の過程で精神疾患を併発している場合がある。著しい苦痛または日常生活に障害を引き起こしている症状がある場合には、精神疾患の疑いで、心療内科、精神科、神経科などを、出来る限り速やかに受診しなければならない。何らかの身体症状で他の診療科に通院している場合にも、精神疾患の可能性を疑う必要がある（治療法については、「うつ病#治療」「パニック障害#治療」「広場恐怖症#治療」「統合失調症#治療」を参照されたい）。
とくに、うつ状態は自殺につながるリスクがあり、軽症であっても、医療機関での治療をせずに放置することは危険である。しかし、10代のうつ病患者の行動は、反抗的、怠惰と評価されることが多く、受診につながりにくい。児童・思春期うつ病は、基本的には成人と同じ症状が出現するが、成人と比べて多い症状に、イライラ感、身体的愁訴(頭痛、腹痛など)、社交からの退避（不登校など）がある。また、他の精神障害(発達障害含む)、精神疾患と併存して出現することが多い。いずれにせよ、1年以内に軽快する症例が多いが、数年後あるいは成人になって再発する可能性は高い。なお、児童・思春期うつ病の6ヶ月有病率は、児童期で0.5-2.5％、思春期で2.0-8.0％とされており、思春期では成人とほぼ変わりが無い。また、後述するように、子どものうつ病は成人と比較して、より深刻な精神疾患である双極性障害、いわゆる躁(そう)うつ病の割合が高い（治療法については、「不定愁訴#管理」「双極性障害#治療」を参照されたい）。
他者と関わることに強い恐怖を感じる社交不安障害、予期しないパニック発作が繰り返し起こるパニック障害、無意味な強迫観念や強迫行為にとらわれる強迫性障害などもまた、不登校との関連性が高い(後述)。朝起きられない、夜眠れないなどといった睡眠障害も不登校と関係する。これらの患者がうつ病など他の精神疾患を併発している場合もある（治療法については、「社交不安障害#治療」「パニック障害#治療」「強迫性障害#治療」「睡眠障害#診断と治療の原則」を参照されたい）。
自閉症スペクトラム障害や注意欠陥・多動性障害(AD/HD)などの発達障害、さらには軽度の精神遅滞(知的障害)も不登校に関係している場合がある。これらの疑われる場合もまた、医療機関、専門機関と相談することが望ましい。また、発達障害の併存症(二次障害)として他の精神疾患が現れることもある。同様に、精神遅滞者の約10-40％には他の精神疾患も見られる（治療法については、「自閉症スペクトラム障害#管理」「注意欠陥・多動性障害#治療」を参照されたい）。

#### 医療機関での対応
医療機関での対応は、薬物療法や認知行動療法、デイケアなどが中心となる。認知行動療法の一環として、ソーシャルスキルトレーニング(社会性訓練)を取り入れている医療機関もある。これは、不登校児童にしばしば不足しがちな、コミュニケーション技術の向上を図るものである。虐待や事故、災害、犯罪被害など、深刻なトラウマ体験によりPTSD（心的外傷後ストレス障害）を発症している場合、薬物療法の他、EMDR(眼球運動による脱感作と再処理法)が有効とされている。日本EMDR学会は全国のEMDR治療者リストを公式サイトで公開している。
かつて精神疾患は入院医療が主体であったが、現在では多くが外来治療で対処できる。入院治療を必要とする場合でも、半数は3カ月以内に、8割強は1年で退院可能である。
本人に病識が無く、医療機関の受診を拒否することもある。本人の意思を無視した強制的な通院・入院は、新たなトラブルとなる可能性がある。しかし一方で、本人の状態によっては、医療保護入院や措置入院が必要となるかもしれない。いずれにせよ、まずは医師や臨床心理士など、専門家による助言を求めることが不可欠である。
不登校児童のほとんどは医療機関での診察を受けていない。文部科学省による「学校内外の機関等での相談・指導などを受けた（不登校児童の）人数」（複数回答可）の調査で、相談・指導先が「病院, 診療所」であった小・中学校の不登校児童は7.6％でしかない。対して、スクールカウンセラー、相談員、養護教諭など、学校内の専門家による相談・指導などは49.0％であり、著しい差がある。だが、発達障害を含む精神障害、精神疾患の有無を鑑別できるのは、専門的に訓練された精神科医のみである。

#### 子どもの精神疾患
精神疾患は人生の早期に発症する。50パーセンタイル(50パーセンタイルは中央値を表す)が14歳までに発症、75パーセンタイルが24歳までに発症している。また、26歳時点でいずれかの精神障害を持つ者の1/2が15歳までに、3/4が18歳までに、何らかの精神障害の診断を受けていた。
子どもの精神疾患は必ずしも成人と同様の症状が現れる訳ではなく、その診断は成人よりも困難である。ことに、双極性障害（躁うつ病）はうつ病と非常に誤診されやすい。25歳未満の若年発症のうつ病は双極性障害であるリスクが高い(若年発症の大うつ病は40％以上が後に躁転(そうてん)する)。軽度、短期であっても過去に躁(そう)状態のあった場合、過眠、過食などの双極性障害に特徴的な症状がある場合、または双極性障害の家族歴がある場合には、必ず医師に申告しなければならない。うつ病と双極性障害では治療法が全く異なるためである。双極性障害はうつ病よりも自殺率が高く、アルコール依存症や薬物乱用など無軌道な行動とも結びつきやすい。うつ病との鑑別は極めて重要である。双極スペクトラム障害の生涯有病率は2.7-7.8％であり、軽視できる数値ではない。
重い疲労感が長期にわたって続いているにもかかわらず、精神疾患を含め、他の疾病の可能性がすべて否定された場合、慢性疲労症候群(筋痛性脳脊髄炎)と診断される可能性がある。
2009年の1年間に国立国際医療研究センター国府台病院児童精神科を受診した初診患児756名のうち、不登校を主訴の一つとしている患児227名の診断名(主診断のみ)は、不安障害23%、気分障害19%、広汎性発達障害(PDD)19%、適応障害11%、身体表現性障害8%、ADHD(注意欠如・多動性障害)5%、破壊性行動障害4%、その他の障害11%であった。不安障害(パニック障害、社交不安障害等)と気分障害(うつ病、双極性障害等)という典型的な精神疾患が全体の4割以上を占める。また、発達障害(PDD, AD/HD等)も約1/4に見られる。ただし、この統計の対象は児童精神科を受診した児童のみである点に注意する必要がある。また、児童が複数の精神疾患を発症している場合の重複診断は集計されていない。

### 進学面の対応
進学面での対応としては、とくに小・中学校において、不登校となった生徒を、出席日数と関係なく、学校側が進級および卒業させることが一般化している。
ただし、学校側の対応によっては、不登校により、進級または卒業が認められない事例も、ごく稀ではあるが、起こり得る。この場合、転校するか、留年して通学するか、中学校卒業程度認定試験(中卒認定)や夜間中学校などを経て、高校進学または就職することになる。また、現在では、高認(後述)に合格すれば、中学校を卒業していなくても大学受験は可能である。
不登校の生徒の高等学校進学では、中学校への出席日数の不足を理由に不合格とする高校は、公立、私立ともに(とくに公立高校では)、少なくなってきている。ただし推薦入試は通らない（中学校長の権限で否決）場合がある。
加えて、文部科学省の通知により、現在では、調査書(内申書)の代わりに、自己申告書を用いることが可能となっている。また、教育支援センター(適応指導教室)やフリースクールなど学校外の施設への通所・入所や、自宅においてITなどを活用した学習活動を、要件付きで「出席」扱いとすることが、やはり文科省の通知で認められている。このような措置により、不登校児の入学できる高校の選択肢は、それ以前より広がっている。
さらに、調査書（内申書）を必要としないか、調査書を重視しない高校も存在する。昼間定時制や通信制などの「単位制高等学校」、その他支援教育を行う普通学校などがそれである（ただし全日制の単位制高校も一般的である）。単位制高校は基本的に、無学年、無学級(クラスが無い)であり、登校日時も柔軟である。また、編入学や高認(後述)の単位認定も容易である（編入学は学校によって制度が異なるため問い合わせが必要である）。もちろん、定時制や通信制ではない全日制の単位制高校で、入学や編入を柔軟に認めている学校もある。
昼間定時制は、1991年に新宿山吹高校が開校して以降、普及している課程である。昼間定時制は単位制であり、決められた時間割は無く、生徒自らが教科・課目を選択する。定時制ではあるが、昼間に授業があり、また単位制のため、必要な単位を修得するなどすれば、3年間で卒業することが可能である。無学年制で、原級留置(留年)は無く、一度認められた単位は卒業に必要な単位に積み重ねられる。また、無学級であり、授業はクラス単位では行われない。昼間定時制の高校は、全日制高校にはなじみにくい不登校経験者らも積極的に受け入れている。
ただし、昼間定時制に代表される単位制高校は、時間の制約や集団生活の煩わしさからは解放されるものの、主体的に学ぶ姿勢が無ければ、未成年の重要な時期に孤立した状況にも陥りかねない。一般的な全日制の学年制高校と比較した場合のリスクも考慮しなければならない。定時制の単位制高校は、中途退学率および不登校率が、全日制高校より高い。中途退学率は、全日制高校が1.2％に留まるのに対して、定時制の単位制高校の中退率は10.7％である。かつ、不登校率は、全日制高校で1.2％だが、定時制の単位制高校では18.3％に達している。もっとも、定時制には夜間部が含まれており、そのことが中退率と不登校率を押し上げている可能性に注意する必要がある。「昼間」定時制の単位制高校(定時制の昼間部)は、全日制の単位制高校とほぼ同じものである。
このようなリスクがあることは、通信制高校(通信制の単位制高校)でも同様である。通信制高校の卒業率は全国平均で45％に留まっている。また、2004年度に構造改革特区法で株式会社の運営する通信制高校が認められてから、それらは高い卒業率を宣伝することで生徒を集めている。しかし、卒業した後の進路に注目しなければならない。全日制の高校卒業者の進路は、大学等が54.4％で最多、専修学校(一般, 専門)等が23％、就職者が16.4％、無職などそれら以外の者が4.6％となっている。一方で、通信制高校の卒業者の進路は、大学等が16.7％、専修学校(一般, 専門)等が23.8％、就職者が14.3％で、無職などそれら以外の者は43.1％で最も多く、全日制高校とは極端にかけ離れている。なお、大きく増加している広域通信制は、その添削指導のレベルにも改善が求められている。

### 学力面の対応
学力面での対応では、保健室登校や、教育支援センター以外には、学習塾・予備校や、家庭教師、学習参考書・問題集などを活用し、心身に無理のない範囲で、出来るだけ基礎学力の遅れを取り戻す、または遅れを生じさせないことが望ましい。
ただし、検定教科書は、教師による授業での使用を前提としているため、独学に用いる場合、教科書ガイドなどで解説を補う必要がある。また、サポート校が中等部などを設けていることもあるが、これは、同じサポート校の高等部への進学を前提としている場合もある。
自宅を拠点とした学習は、ホームスクーリング(在宅学習)と呼ばれ、近年、アメリカを中心に、世界的に増加の傾向にある。日本でも、ホームスクーリングを支援する団体などが設立されている。
中学卒業後に、通信制高校への進学や高認受験を選択した場合、広い範囲の自学自習を求められる。このため、卒業または合格の前に、学習を放棄または先延ばししてしまう危険も比較的大きい。
したがって、その場合には、昼間定時制に代表される単位制高校などへ入学・編入学するか、学習塾・予備校や家庭教師を利用することで、そうした危険をより少ないものに出来る。
学業や進学についての問題(親の期待, 学業不振など)が不登校の契機となっている場合もあり、そのような事例では、焦って勉学を促すことが逆効果ともなり得る。保護者は、子どもの成人後の自立にとって必要最低限の提案をしながらも、最終的には子ども本人の意思で決めさせることが望ましい。
不登校児の学業結果は、保護者にとって、必ずしも満足できるものではないかもしれない。しかし、他の子どもとの比較で本人を評価するよりも、たとえ些細なことであれ、本人の努力を評価することが、本人のモチベーション（やる気）を保つためには必要である。

### 特殊な不登校への対応
全ての不登校が、心身の障害や学校での人間関係、家庭の貧困を原因とするわけではない。
子どもへの虐待など、不登校が明らかに家庭に起因する場合には、原因となっている家庭環境を改善することが、解決の前提となる。その過程で、行政により、子どもを家庭から引き離す措置が採られることもある。
外国人の子弟で、日本語能力の不足が不登校の原因となっている場合もある。例えば、日系人労働者の多い自治体では、日系人児童の不登校が問題化している。学校による日本語や基礎学力のケア、いじめ対策などが十分に期待できない事例では、ブラジル学校など、外国人学校への入学・編入学も検討される。

### 避難施設
一部自治体では、学習や読書の機会を得たいが通学が困難に至って自死を考える程に精神的負担を抱える生徒に対して図書館の利用を促している。館側は声掛けや説得、相談は積極的に行わずに「ただ単に見守る」という方針で行っている。

#### その他の進路
支援教育を行う普通学校は、主に不登校の児童を対象とした高等学校のことである。東京都立のチャレンジスクールやエンカレッジスクール、トライネットスクールなどがあり、このうちチャレンジスクールは昼夜間定時制、エンカレッジスクールは全日制、トライネットスクールは通信制である。また、発達障害など各種の障害を持つ不登校の児童を受け入れている私立の高校がある(「支援教育を行う普通学校」の項目を参照のこと)。
高等学校卒業程度認定試験(高認)は、その取得により、高等学校を卒業しないまま、大学（短期大学を含む）、専門学校（専修学校専門課程）、公務員採用試験の受験が可能になる。しかし高認は、あくまでも「高等学校を卒業した者と同等以上の学力があるかどうかを認定するための試験」であり、「高等学校卒業の資格」を与えるものではない。このため、必ずしも高卒と同等の扱いを受けられるとは限らず、就職の際に不利になるケースもある。また、因果関係は不明であるものの、高認から大学を受験し、面接で不合格となった例が確認されている 。
また、高校に在学しながらの高認取得も可能である。高校で必要単位を修得した科目は免除されるため、高認を受験する場合でも、何らかの高校に在籍したほうが有利である。高校の全課程を修了すれば、大学への推薦入学も可能になる。これは高認のみでも不可能ではないが、容易さが異なる。
さらに、大学受験を希望する場合、高認や通信制高校の内容と、平均的な大学受験で必要とされる内容の格差が大きいことに、注意する必要がある。また、高認に限らず、通信制高校(一部を除く)では、数学III・数学Cなど、理系学部の受験で求められることの多い科目が受講できない。
なお近年、広域通信制高校などが「サポート校」と呼ばれる無認可の教育施設を展開している。それらは、通信制高校の卒業や高認の合格を目指す子どもへの学習支援を行う一方で、その脱法行為や教育の質が問題となっている。構造改革特区法に基づく株式会社立の通信制高校の7割が、同法の禁ずる特区外での教育活動をしていた。文部科学省の担当者は、「脱法行為であるうえに教育の質も低く、高卒資格を売り物にしたビジネスになっている」と述べている。

#### 転校について
新しい環境を求めて転校を希望する児童生徒もいる。公立学校の場合、正当な事由があれば、教育委員会の裁量により、学区外または区域外の越境通学が認められている。他の自治体の小・中学校へ転校する区域外就学は、居住する自治体と受け入れ先自治体の、それぞれの教育委員会の協議と合意が必要であるが、受け入れ先の教育委員会が承諾すれば可能である。
私立学校の場合は、特別の事由が無くとも転校が可能だが、全ての学校が不登校理由の転校を理解してくれるわけではない。このため、不登校への十分なサポートの有無も含めて、学校の選定が重要になる。
八王子市立高尾山学園小学部・中学部、京都市立洛風中学校、星槎中学校、東京シューレ葛飾中学校などは、不登校の児童生徒を対象としており、その実態に配慮した特別の教育課程を編成している。
自然に囲まれた環境や少人数学級での指導に期待し、山村留学の制度を活用して転校する児童生徒もいる。また、不登校の子どもを積極的に受け入れる山村留学施設もある。
より開放的な教育環境を求めて、中学・高校段階から、主に英語圏への海外留学を選択する不登校児童もいる。
その他、夜間中学校や通信制中学校の利用も考えられる。

## 不登校に対する見解

### 肯定的見解
- 脳科学者の茂木健一郎は「学校に行かなくても、学ぶことは無限にできる。社会性も、学校で身につく社会性がすべてじゃない」と自身のTwitterで述べた[57][58]。 また、茂木は中学の不登校についても「日本は（教育）レベルが低すぎる」とした上で、「日本の学校教育って全然よくないですよ。もう断言しますけど、だから日本はこんな惨状になっているわけでしょ。自分の頭でものを考えるとか批判的に思考するということが全く学校で培われていないからこういうことになる。東大に行ってもせいぜい“クイズ王選手権”に出るだけってことでしょ」と擁護した[59]。
- 実業家の堀江貴文は自身のTwitterで「勉強嫌いならしなくていい」、「かけ算は計算機があるんだからできるようになる必要がない」と述べた[57][60]。
- 女優の須藤理彩は、彼女の家族の経験談を基に「不登校に理由があれば、それはいいと思う。それぞれの選択」と理解を示しつつも、「不登校の子どもが今、自由でいられるのは誰かいろんな人が、やりたくないこともやってくれてるからと教えることが親の務め」と述べている[57][61]。
- 「夜回り先生」こと水谷修は、かつて高校教師であった感覚からすれば親が子を登校させないことは犯罪であるとしたうえで、不登校に対する観点においてこれまでの「行かせない」「行けない」ではない「（自らの意思で）行かない」の選択肢があることで救われる児童がいることに加え、不登校児を批判する層に対してそっと何も語らずそっとしておいてあげたほうが良いと述べている[62]。

### 否定的見解
- 高須クリニック院長の高須克弥は自身のTwitterで「試験もなんにもないお化けの世界で遊んでいると常識知らずになります。学校に行く発展途上国の子供に馬鹿にされます。成人したら困窮します」と述べた[57][63]。
- タレントの楽しんごは自身のInstagramで「馬鹿じゃない！不登校は不幸だよー！」と述べ、ハッシュタグでは「不登校児」、「馬鹿過ぎる」、「天才」、「天災だわ」とも記していた[64]。
- 2ちゃんねるの創設者で実業家の西村博之はTwitterで「登校が嫌なら通信制の中学校で教育を受けることは可能。子供に教育を受けさせる義務を放棄してる親には罰則が必要だと思います。教育の機会を捨てるのを是とする考えを広めるのは社会的に良くないしアホの再生産になります」としつつも「子供は被害者なので責めるべきではないです」と、不登校の子どもを擁護し、親の教育に苦言を呈した[65]。さらに「子供を学校に通わせないで、身の回りの出来事を学ぶことで生きる力を云々という頭の悪い親がいますが、身の回り生活からどうやって虚数の概念を学べるのか聞いてみたいです」とし、「『虚数なんて知る必要がない』と考える人は知識が足りないし、子供の成長に制限をかけてることに気づかないならアホでしょ」とに綴った[65]。

### 中立的見解
- お笑い芸人の兼近大樹は「（自分は）定時制高校で2日しか行っていない」と告白した上で「行かなかった側の人間なので、（不登校の子どもに）行けとは言えない」「みんなと同じ日々を過ごさなかったからこそ、違う自分になれたっていうのもあります」「絶対的に上手くいかずに、もちろん収入も低いですよ。僕と同じように生きてきた人は」「基本的に行っている人達で日本はできていると思う。その人たちに感性を合わせてあげる能力があることで、より違った自分を演出できるんですよ」「（学校に）行けって言われていった人たちの人生を理解してあげる能力が絶対必要。社会性っていうんですかね、この人たちで動いているので、日本が」と述べた[66]。

## 不登校と発達障害

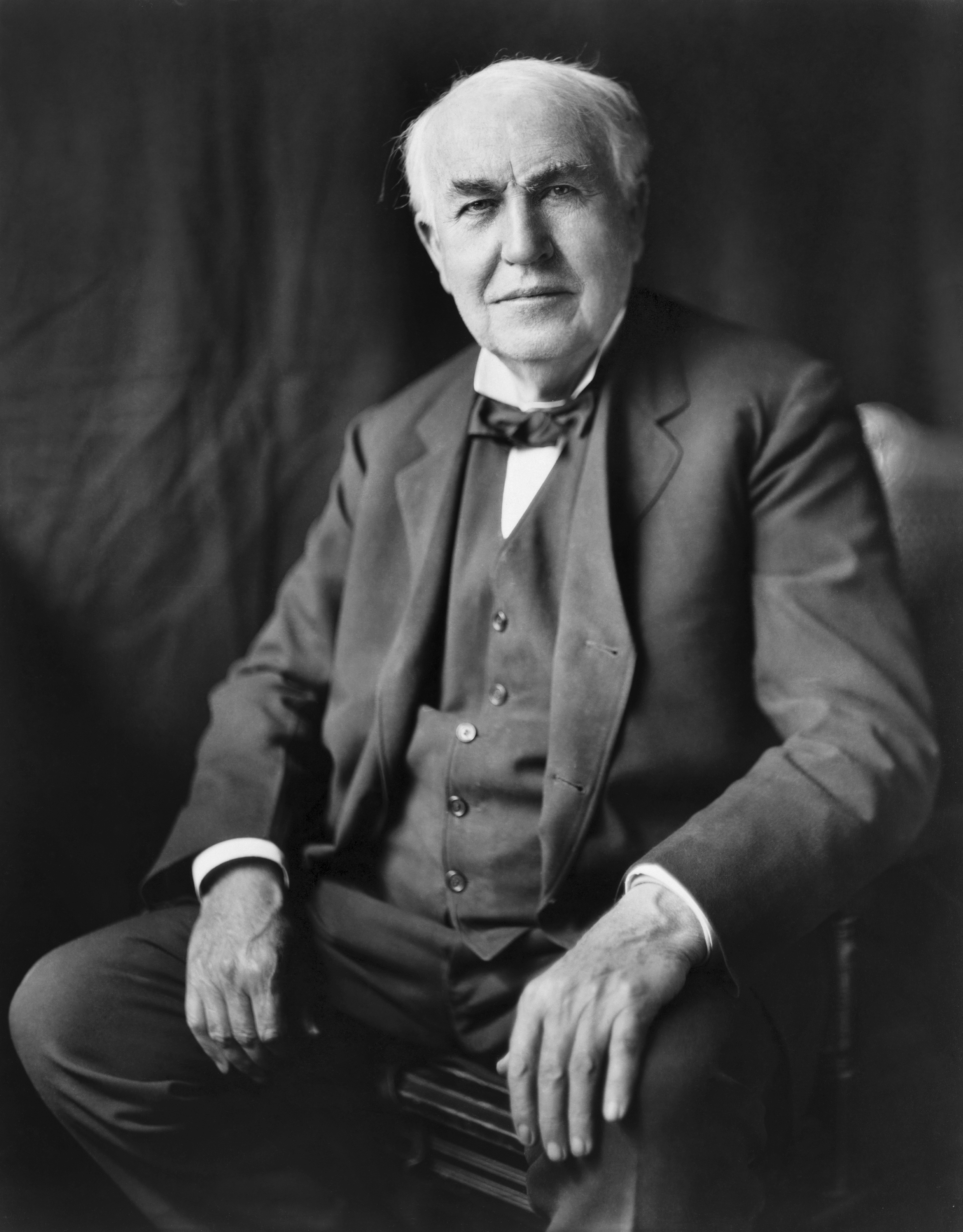
トーマス・エジソン

発達障害（注意欠陥・多動性障害（ADHD）・アスペルガー症候群など）や学習障害を抱える児童は、学校が嫌いだったり不登校になりやすい。ホームスクーリングが盛んなアメリカでは、それらを抱える児童はホームスクーリングを選択することが多い。歴史上の人物では、発明王トーマス・エジソンはADHDを抱えていたと見られているが、幼少期は学校になじむことが出来ずホームスクーリングで育った。
それらの症状を抱える児童は対人関係を苦手としていたり、学校をつまらないと感じたりしていて学校教育では就学意欲の低下が見られるが、ホームスクーリングで対人関係を巡るトラブルが解消され、また興味関心のある分野を重点的に教えることで学習意欲を高めることが出来る。ホームスクーリングの問題としては、両親が共働きの場合は子どもの教育に時間を割かなければならないので世帯収入が減少することである。また子どもの社会性が育たないとの批判がある。アメリカではホームスクーリングの児童にクラブ活動などに参加させることで交流の場を設けている。対人関係を苦手とする児童が学校でいじめを受けて不登校になりホームスクーリングになった場合でも、こうしたクラブ活動などで新たな交友関係を作れるようになるという。
日本では、オンライン授業の普及促進や学びの多様化学校（いわゆる不登校特例校）の設置などが進められているが、上のようなハンデを抱えた児童のための教育機会が十分に確保されているとは言い難い。

## 親への影響、親からの影響

### 離職
2024年2月、NPO法人キーデザインが行った無料LINE相談窓口の利用者（回答数376名）からのアンケートでは、不登校の子どもを持つ保護者の約4人に1人が、離職や休職となっているほか、「早退・遅刻・欠勤が増えた」「雇用形態を変えた」などの影響が確認されている。
SOZOW株式会社がオンラインフリースクール「SOZOWスクール小中等部」に通う小中学生の保護者187名に行った調査では、子どもが不登校になって保護者に起きた変化として、5人に1人が離職した結果となっている。

### 不登校と児童虐待
不登校の背景に児童虐待があるケースがみられる。たとえば、市区町村が対応したネグレクト事例を分析した結果、ネグレクト状態にある12歳以降の子どもの約半数が不登校であったことを報告した調査研究がある。また、児童虐待を含む不適切な養育が子どもの心理社会的な育ちを阻害し、そのことが不登校の背景となることもある。
そのため、不登校の子どもへの対応の際、家庭内で子どもの心身の安全が保たれているかに関するアセスメントが必要である。また、児童虐待が背景にある不登校のケースでは、教員・スクールカウンセラー (SC) ・スクールソーシャルワーカー (SSW) が連携するとともに、児童相談所などの公的機関あるいは病院や弁護士といった様々な機関や職種とネットワークを構築し、チームとしてアプローチし続けることが重要である。